# أودهملا (أسطورة)
أودهملا (بالإنجليزية: Audhumla)‏ بقرة الخلق الأولى في أساطير الخلق في النرويج كانت تقتات على العملاق يمیر Ymir وتعيش على لعق الملح من الصخور. وفي اليوم الأول الذي لعنت فيه الصخور ظهر شعر الإنسان، وفي اليوم الثاني ظهر رأسه، وفي اليوم الثالث ظهر إنسان بأكمله جميل وقوي. وكان هذا الإنسان هو بیور Bur وهو والد بور Bor الذي تزوج من العملاقة بسلا Besla، وأنجبت ثلاثة آلهة هم: أردين Odin، وفیلی Vili، وفي ve.